# Mont Field (New Hampshire)
Le mont Field est une montagne du comté de Grafton au New Hampshire dans les montagnes Blanches.
Elle a été nommée en l'honneur de Darby Field qui a effectué en 1642 la première ascension connue du mont Washington.